# Мандрівник (премія)
«Мандрівник» (рос. Странник) — російська літературна премія в області фантастики. Заснована у 1994 році видавництвом Terra Fantastica, компанією «Корвус» і корпорацією «РОССКО». Вручається на Конгресі фантастів Росії. Присуджується на підставі таємного голосування журі з відомих письменників (що кардинальним чином відрізняє її від іншої престижної російської премії «Інтерпрескон», в якій у голосуванні може брати кожен акредитований учасник). Серед постійних членів журі — Олександр Громов, Марина і Сергій Дяченки, Андрій Лазарчук, Євген Лукін, Сергій Лук'яненко, Андрій Столяров, Михайло Успенський та ін.
Спочатку голосування журі проводилося в два етапи: спочатку з семи-восьми творів у перших п'яти (літературним) категоріях журі відбирало по три фіналісти, потім, зібравшись у Санкт-Петербурзі, журі проводило голосування за списками фіналістів і визначало переможців. Голосування за категоріями «редактор», «видавництво» і «художник» проводилося в один тур. Слід також зазначити, що члени журі не мають права голосувати за власні твори, якщо вони висунуті на здобуття премії — за дотриманням цього правила стежить відповідальний секретар. Підрахунок голосів ведеться за скейтінговою системою, яка дозволяє отримати об'єктивний результат голосування. Лауреат визначається не за середнім балом і не за кількістю голосів, відданих за той чи інший твір, як це робиться в багатьох інших преміях, а виходячи зі співвідношення перших, других, третіх і т. д. місць, виставлених учасниками голосування кожного твору номінаційного списку. Підсумки голосування оголошуються на урочистій церемонії, в якій беруть участь письменники, видавці, меценати, журналісти, любителі фантастики.
Перші дві премії «Мандрівника» вручалися на конвентах «Інтерпрескон». З 1996 року премія вручається в рамках Конгресу фантастів Росії, що проходить щорічно в Санкт-Петербурзі, і являє собою бронзову статуетку мандрівного воїна, яку розробив відомий петербурзький скульптор Василь Аземша. Мандрівник, відображений скульптором, в плащі з капюшоном, посохом, мечем і вороном на плечі — це збірний образ Головного Героя фентезі і фантастики. Назва премії посилається до творів братів Стругацьких. Псевдонім «Мандрівник» носив один з важливих персонажів «полуденного» циклу — Рудольф Сікорські; крім того, «мандрівники» — назва надцивілізації в тому ж циклі. (З 2004 року замість бронзової статуетки приз стали вручати у вигляді голограми, укладеної в декоративну рамку. Зображення на голограмі залишилося колишнім — мандрівник, що йде.)
У 2005 році замість звичайних номінацій, були вручені призи «Мандрівник» за найкращі книги останніх десятиліть. У 2006 році номінації були присвячені тільки фентезі, а в 2008 — фантастиці. З 2009 року з'явилися зовсім нові номінації, відбір творів в які здійснює сайт Фантлаб, а кінцеве голосування, як і колись, справляє Журі, і вибирає переможця.

## Номінації
Вручається в таких номінаціях:
- Велика форма (роман)
- Середня форма (повість)
- Мала форма (оповідання)
- Переклад
- Критика, публіцистика, літературознавство
- Редактор, упорядник
- Видавництво
- Художник, ілюстратор

### Жанрові номінації
- «Меч Румата» (героїко-романтична і пригодницька фантастика)
- «Меч у дзеркалі» (альтернативно-історична фантастика і фантастика про паралельні всесвіти)
- «Меч у камені» (фентезі, казкова фантастика)
- «Місячний меч» (містика, хоррор, жахи)

### Спеціальні премії
- «Паладин Фантастики» (за внесок)
- «Майстер здалеку» (іноземним письменникам)
- «Малий мандрівник» (приз симпатій окремих членів журі)
- «П'ятий меч» (премія партнерів)
- «Легенда фантастичного кінематографа» (кінопремія)
- «Золотий Остап» (за гумористичну фантастику)

## Нові номінації
З 2009 року номінації премії змінені, а первинний відбір творів проводить сайт fantlab.ru.
- Найкращий сюжет
- Блискуча стилістика
- Незвичайна ідея
- Образ Майбутнього
- Меч «Лицар фантастики»
- Найкраще друковане видання (тільки 2009)
- Збирач світів (тільки 2009)

## Лауреати
- Ігор Алімов
- Пол Андерсон
- Яна Ашмаріна
- Кирило Бенедіктов
- Юрій Брайдер
- Анатолій Бритиков
- Віталій Бугров
- Лоїс Макмастер Буджолд
- Кир Буличов
- Юлій Буркин
- Лев Вершинін
- Дмитро Володихін
- Павло Вязніков
- Едуард Геворкян
- Микола Горьковий
- Олександр Громов
- Ірина Гурова
- Данелія Георгій
- Роберт Джордан
- Олег Дивов
- Марина Дяченко
- Дяченки Марина та Сергій
- Сергій Дяченко
- Кирило Єськов
- Василь Звягінцев
- Олександр Зорич
- Леонід Каганов
- Артур Кларк
- Дмитро Коваленін
- Юрій Коваль
- Олександр Корженевский
- Лабораторія фантастики
- Андрій Лазарчук
- Ольга Ларіонова
- Святослав Логінов
- Антон Ломаєв
- Євген Лукін
- Сергій Лук'яненко
- Мир фантастики
- Володимир Михайлов
- Вадим Назаров
- Віктор Пелевін
- Сергій Переслєгін
- Нік Перумов
- Мар'ям Петросян
- Олексій Пєхов
- Володимир Покровський
- Геннадій Прашкевич
- Луїс Ройо
- Андрій Саломатов
- Роман Солнцев
- Андрій Столяров
- Брати Стругацькі
- Там, де нас немає
- Вільям Тенн
- Михайло Успенський
- Олена Хаєцька
- Ігор Халимбаджа
- Роберт Шеклі
- Вадим Шефнер
- Борис Штерн
- Олександр Щербаков